# 愛鄰地區

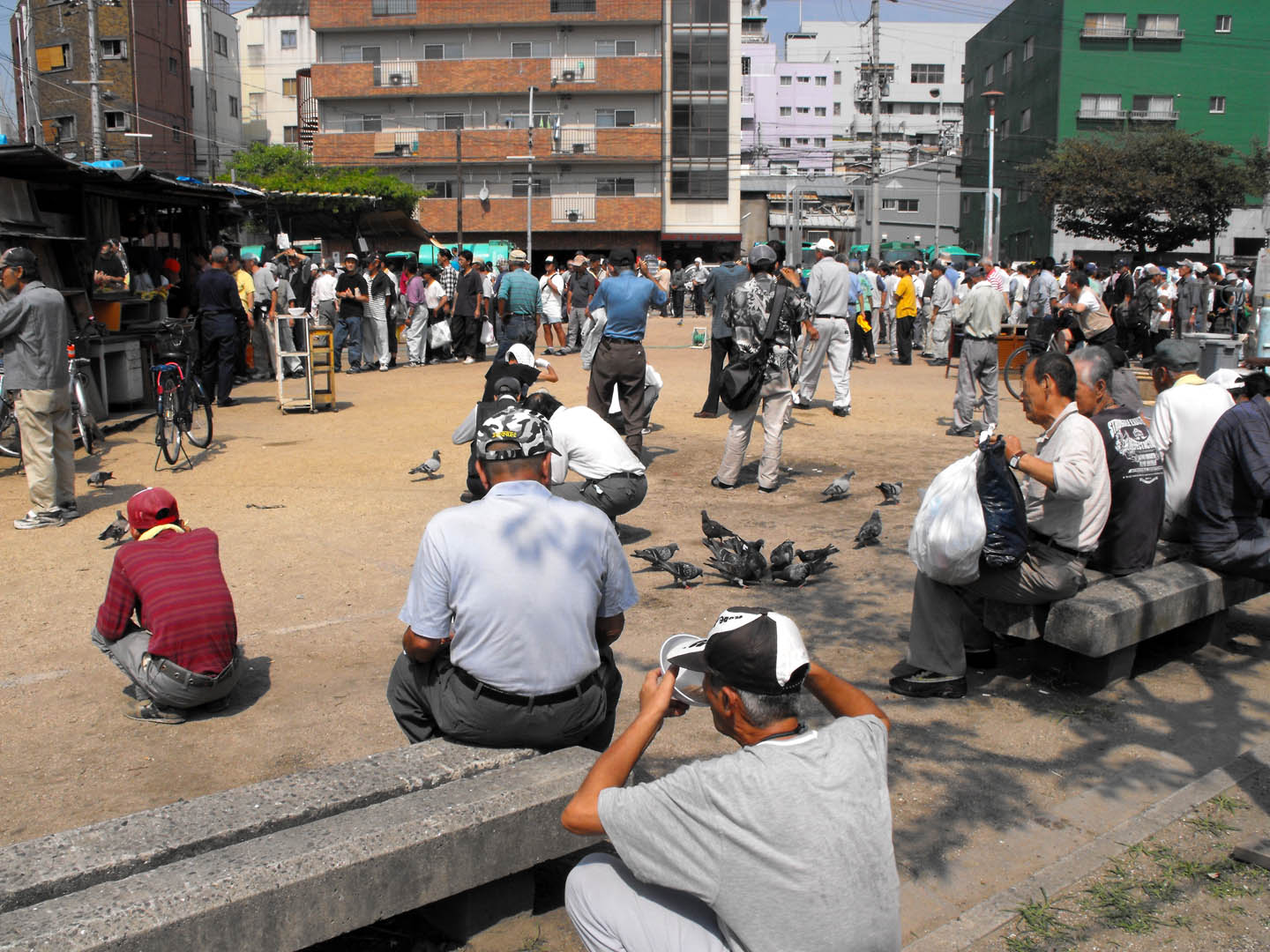
愛鄰地區三角公園

愛鄰地區（あいりん地区）是大阪市西成區北部，西日本旅客鐵道（JR西日本）和南海電鐵新今宮車站南側的日雇型勞工（臨時工）聚集、簡易住宿集中的區域之通稱。亦以舊名釜崎稱之。其範圍相當於西成區萩之茶屋・太子等地。

## 歷史
在1950年～1970年的高度經濟成長期，該地成為來自全國各地的年輕勞工的居住地，但在1986年～1991的泡沫景氣結束後，暴動、違法擺攤等現象頻傳。林賽·霍克謀殺案的犯人市橋達也亦曾在此潛伏和工作。

## 暴動
由日雇型勞工發起的暴動之總稱。

## 關連項目
- 飛田新地
- 山谷 (東京都)

## 脚注
1. ↑  路上でアレ購入姿も…あいりん地区で容疑者を目撃情報続々 - 政治・社会 - ZAKZAK